# Hans Eysenck
Hans Jürgen Eysenck (4. března 1916 Berlín – 4. září 1997 Londýn) byl německo-britský psycholog. Zabýval se hlavně psychologií osobnosti a inteligence. V době před svou smrtí byl nejčastěji citovaným žijícím psychologem ve vědeckých časopisech a třetím celkově (po Freudovi a Piagetovi). V celém 20. století byl třináctým nejcitovanějším psychologem.

## Život
Eysenck se narodil v Německu. Jeho matka byla filmová hvězda němého filmu Helga Molanderová (původně Ruth Wernerová) - luteránka ze Slezska, otec Eduard Anton Eysenck - katolík z Porýní - byl herec a bavič v nočních klubech, který byl kdysi zvolen „nejkrásnějším mužem na pobřeží Baltského moře“. Žádné sourozence neměl.
V jeho dvou letech se rodiče rozvedli, a po zbytek dětství ho vychovávala babička, která byla horlivou katoličkou, ale i tak na ni (nenábožný) Eysenck vzpomínal jen v dobrém. Po konci 2. světové války Eysenck dostal dopis, že byla nalezena jednotkami SS a zemřela jako Židovka v koncentračním táboře. Na rozdíl od jiných emigrantů z Třetí říše tento fakt přiznal i jeho blízkým až ve stáří .
Do Anglie odešel roku 1934 kvůli nutnosti přidat se k NSDAP, aby mu bylo umožněno studovat Berlínskou univerzitu, což zcela odmítl. Jako německý občan byl v Anglii podezřelým jedincem a nebyl schopen získat zaměstnání. Na začátku války mu dokonce hrozila internace, nakonec od ní však bylo opuštěno. V roce 1940 získal doktorát na University College London, kde pracoval v psychologickém oddělení pod vedením Cyrila Burta.
V letech 1955–1983 byl profesorem psychologie na Institutu psychiatrie na King's College v Londýně. V roce 1981 se Eysenck stal zakládajícím členem Světové kulturní rady. Byl též zakládajícím redaktorem mezinárodního časopisu Personality and Individual Differences.
Jeho syn Michael W. Eysenck se stal také psychologem. Hans Eysenck zemřel na nádor mozku v londýnském hospicu.
Byl ateistou a signatářem Druhého humanistického manifestu. Byl zaníceným odpůrcem učení Sigmunda Freuda, na nějž útočil z pozic behaviorální psychoterapie, kupodivu však vyzdvihoval Carla Gustava Junga, jehož konceptem extraverze a introverze se inspiroval. Navíc často podporoval parapsychologii a astrologii a hájil je proti vědecké kritice.

## Kontroverze

### Úplatky od tabákových firem
Britským deníkem The Independent byl Eysenc obviněn, že přijal 33,6 milionů Kč od tabákových koncernů mezi roky 1977 - 1989, aby odvedl pozornost od vztahu rakoviny s kouřením . Eysenck souhlasil, že financování přijal, ale nepřiznal, že by zfalšoval data.
Jeho výzkum kupříkladu tvrdí, že stres či spontánní osobnost vede k výskytu rakoviny . Pozdější výzkumy tuto teorii vyvrátily .

### Rasové rozdíly v inteligenci
Když jeho známý student Arthur Jensen publikoval mnoho publikací ohledně tohoto témata, vždy se ho zastával. Vydal i knihu The IQ Argument: Race, Intelligence, and Education, kde též potvrdil marginální vliv výchovy na rozdíly v IQ mezi lidskými rasami v západním prostředí.
Jelikož toto poznání se stávalo po hnutí Martina Luthera Kinga čím dál více zavrhované v mainstreamu, napsal několik článků pro německé nacionalistické periodiky National Zeitung a Nation und Europa. Mnoho jeho prací bylo financováno z fondu Pioneer, který je napojen na různé kontroverzní osobnosti akademického světa. Též napsal předmluvu ke knize nacionalistického spisovatele Pierre Krebse Das unvergängliche Erbe.
Ač není žádný pochyb, že nebyl levicové orientace, osočení ze sympatií ke krajní pravici vždy odmítal jako překrucování jeho tvrzení liberálními aktivisty s novináři a jeho příspěvky jako nevyjadřující souhlas s názory redaktorů daných publikací.
Prohlásil: „Hlavní spor v moderní době je veden mezi těmi, kdo definují rovnost společenským postavením, a těmi, kteří ji definují jako rovnost biologického dědictví. Rovnost společenského postavení byla vždy socialistickou myšlenkou a je jistě možné argumentovat její žádoucností nebo možností jejího dosažení. Rovnost biologických schopností a vlastností je však chiméra, kterou by neměl myslící člověk připustit ani na chvíli.“
I přes jeho minulost, kdy utekl před rostoucím nacismem v Německu, i tak spolu s jeho rodinou čelil hrozbám smrti a vyhrožování.

## Dílo
Eysenck vytvořil jako první model osobnostní struktury založený na empirickém faktorově-analytickém výzkumu, nikoli observacích jako Jung či Freud. První dimenze byly neuroticismus a extraverze, později k nim přidal psychoticismus. Zkráceně PEN model osobnosti. Současný nejpoužívanější OCEAN funguje na velmi podobných principech.
Napsal 115 knih  a více než 1 600 článků . Nejznámější je kniha Decline and Fall of the Freudian Empire, kde shrnuje svůj pohled na nevědečnost psychoanalýzy.